# Armata 7 austro-ungară (1916-1918)
Armata VII austro-ungară a fost una din marile unități operative ale Armatei Austro-Ungare, participantă la acțiunile militare de pe frontul român, în timpul Primului Război Mondial. În această perioadă, a fost comandată de Arhiducele Iosif de Austria.  :p. 184